# Fryderyka Amalia Oldenburg

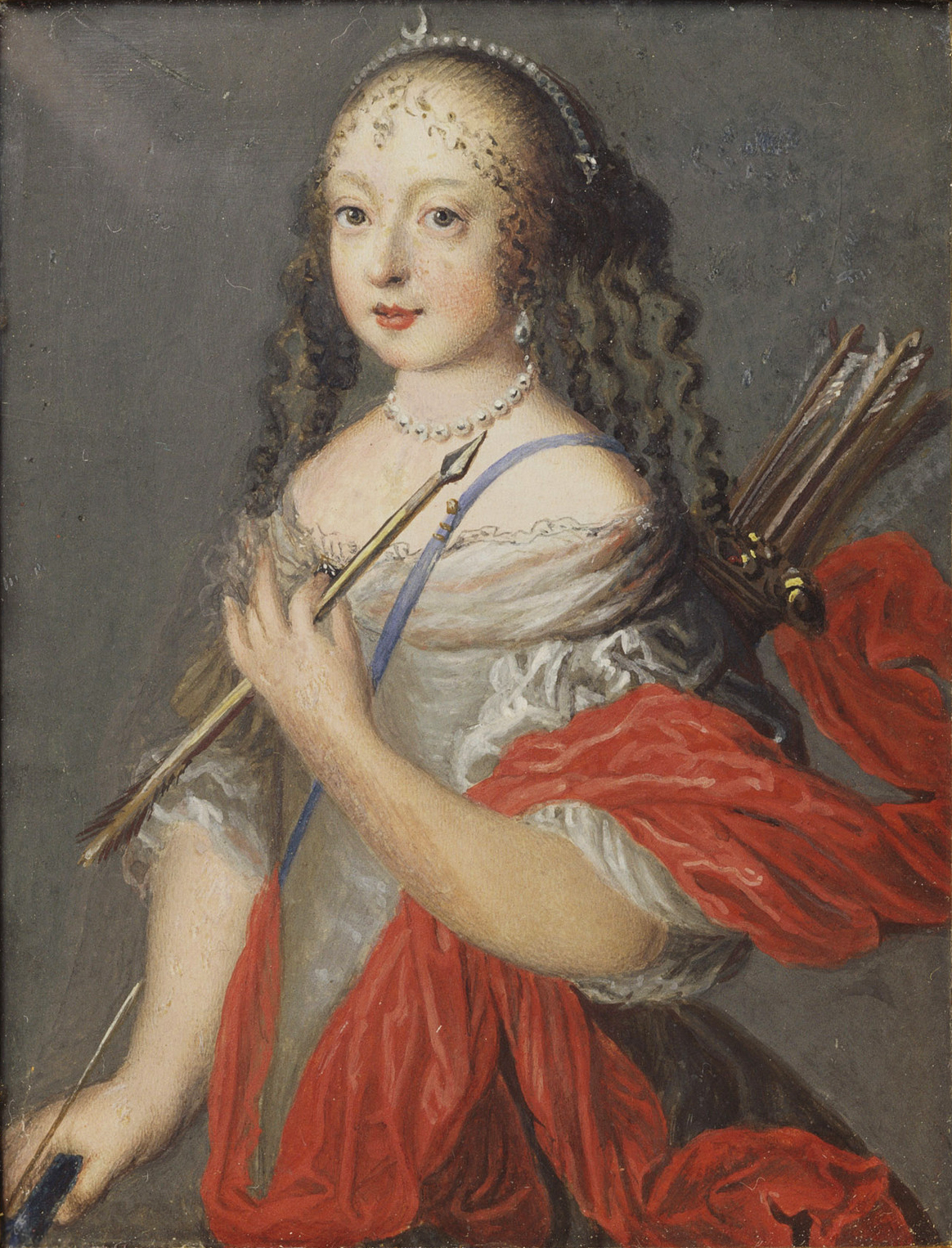
Fryderyka Amalia Oldenburg

Fryderyka Amalia (ur. 11 kwietnia 1649, zm. 30 października 1704) – księżniczka duńska, księżna Holstein-Gottorp.

## Życiorys
Była drugim dzieckiem i najstarszą córką króla Fryderyka III i jego żony Zofii Amelii brunszwickiej.
24 października 1667 poślubiła księcia Holsztynu-Gottorp Chrystiana Albrechta. Mieli czworo dzieci:
- Zofia Amalia (1670–1710), żona księcia Brunszwiku-Lüneburga na Wolfenbüttel Augusta Wilhelma,
- Fryderyk IV (1671–1702), następca ojca jako książę szlezwicko-holsztyński na Gottorp, zginął w bitwie pod Kliszowem,
- Chrystian August (1673–1726), regent w Gottorp po śmierci brata Fryderyka, ojciec króla Szwecji Adolfa Fryderyka oraz Joanny Elżbiety (matki przyszłej carycy Katarzyny II),
- Maria Elżbieta (1678–1755), ksieni klasztoru w Quedlinburgu.